# Rhythm and blues
Rhythm and blues, frequentemente abreviado como R&B ou R'n'B, é um gênero de música popular que se originou nas comunidades afro-americanas na década de 1940. O termo foi originalmente usado por gravadoras para descrever gravações comercializadas predominantemente para afro-americanos, numa época em que a "música rock, baseada em jazz... [com uma] batida pesada e insistente" estava começando a se tornar mais popular. No rhythm and blues comercial, típico das décadas de 1950 a 1970, as bandas geralmente consistiam em um piano, uma ou duas guitarras, baixo, bateria, um ou mais saxofones e, às vezes, vocais de apoio. Os temas das letras de R&B frequentemente encapsulam a história e a experiência afro-americana de dor e a busca por liberdade e alegria, bem como triunfos e fracassos em termos de racismo social, opressão, relacionamentos, economia e aspirações.
O termo "rhythm and blues" passou por diversas mudanças de significado. No início da década de 1950, era frequentemente aplicado a gravações de blues. A partir de meados da década de 1950, após esse estilo musical ter contribuído para o desenvolvimento do rock and roll, o termo "R&B" passou a ser usado em um contexto mais amplo. Referia-se a estilos musicais que se desenvolveram e incorporaram o blues elétrico, bem como a música gospel e a soul music. Na década de 1970, o termo "rhythm and blues" mudou novamente e passou a ser usado como um termo genérico para soul e funk.
No final da década de 1980, surgiu um novo estilo de R&B, conhecido como R&B contemporâneo. Essa forma contemporânea combina rhythm and blues com vários elementos de pop, soul, funk, disco, hip-hop e música eletrônica.

## História
Durante a Segunda Guerra Mundial, devido à dificuldade de manter agenda de shows lucrativos, os líderes de algumas ‘’big bands’’ foram forçados a reduzir o tamanho dos grupos, no fim dos anos de 1930. Estas grandes bandas reduzidas especializaram-se em hard-swing, boogie-woogie, mais simples e temperados com letras bem humoradas e performances aguerridas. Elas foram chamadas de jump blues. Um detalhe importante é que esses grupos também chamados de combo blues surgiram também devido às dificuldades que os negros sentiam para manter o nível de vida nas grandes cidades. Foi na época da migração dos negros pra as grandes cidades, e foi também no pós guerra que o consumismo aumentou. A guitarra elétrica ou guitarra acústica amplificada, passa a ser mais presente no blues, principalmente o de Chicago.
O R&B, além de suas raízes country blues (delta blues e piedmont blues) e antigas formas de música americana, foi influenciado também pela música cubana.
Foi na década de 1920 que a indústria fonográfica separou a música negra como race records para música afro-americana e hillbilly para música de branco. O termo hillbilly, considerada degradante, foi rotulada de old-time music como eufemismo pela Okeh Records para descrever a forma de música de Fiddlin' John Carson, já que a Okeh havia criado a race records 3 anos antes com o sucesso do blues de Mamie Smith. O termo country music foi adotado nos anos de 1940 para evitar o termo hillbilly ainda usado na época. Substituiu também o termo old-time music. Não havia uma divisão muito clara das duas músicas, exceto a etnia. Negros e brancos dividiam o mesmo repertório como músicos livres, e foi separado na imigração dos negros para áreas urbanas na década de 1920 em simultâneo com o desenvolvimento da indústria fonográfica. Blues serviu como código por uma gravação designada a vendas para negros, além do racismo.
A Okeh foi a primeira gravadora de race records e a gravar música country.

## Música negra e música branca
A troca de influencia de raças já havia começado, segundo o  historiador Bill Edwards, antes da  Feira Mundial de Chicago de 1893 (data formal do surgimento do ragtime) em botecos americanos e dos bairros de bordéis, concorrendo, negociando e trocando tradições musicais, no caso estilos europeus e ritmos africanos. Assim se desenvolve o ragtime, e, depois surge a primeira variante do rag, o jazz, brotando através do ragtime e do blues. Os brancos por sua vez passam a ser cada vez mais presentes, e nos anos de 1930 com a influência da instrumentação do clássico passam a desenvolver as big bands, como exemplo Paul Whiteman e sua orquestra.
Com as big bands surge o swing, com uns dos pioneiros Benny Goodman, Glenn Miller, Count Basie, entre outros. E um dos maiores nomes do rhythm & blues é um branco, o multi-instrumentista Johnny Otis, também líder de bandas de swing nos anos de 1940.
Outros exemplos desta troca de influências são a música cajun, creole e zydeco, este último sendo uma influencia do rhythm 'n' blues.

## Crescimento do boogie woogie
No ano de 1938 ocorreu o primeiro maior evento de música de origem “inicial negra” do país, no Carnegie Hall, chamado de ‘’From Spirituals To Swing’’ onde tocaram várias "feras" do swing, blues, boogie woogie como, Benny Goodman, Count Basie, Meade Lux Lewis, entre outros . Lá se destacou o boogie woogie com Big Joe Turner e Pete Johnson com Roll Em’ Pete, considerada das mais antigas gravações de rock, embora seja ainda um boogie bem rápido cantado, lembrando o seu primo stride em instrumental e andamento.
A partir deste evento, surgiu a loucura boogie (boogie crazy), onde todos os estilos passaram a implementar o boogie woogie nas canções, e o gênero passa a ser sucesso no país.
O boogie se desenvolveu no início do século XX principalmente nas honky tonks, bares que tinham de tudo, dança e música de várias etnias, além dos pianos verticais e malcuidados, onde negros e brancos frequentavam. Os negros eram da influencia tonal do blues na música honky tonk, música esta baseada nos ragtimes, e enfatizava mais o lado percussivo ou rítmico. A música honky tonk foi responsável pelo desenvolvimento do country moderno e do western swing. Diferente do boogie woogie, o stride, que vinha de Harlem, era mais rápido e virtuoso. 
Assim como o boogie woogie, seu irmão stride surgiu do ragtime na mesma época, ou seja, de uma diversidade etnocultural, ou uma homogeneidade identitária. O ragtime foi importante para o surgimento do jazz, sendo o stride  uma das manifestações mais antigas do antigo jazz.
Músicos de country desenvolvem o bluegrass (estilo acústico), western swing, e, o swing desenvolve o jump blues, com uma volta às origens simples do blues e boogie woogie, porém mais harmônico que o blues e mais simples que o swing.

## Sucesso e etimologia
Um dos pioneiros a fazer sucessos no gênero foi Louis Jordan and His Tympany Five, com músicas jazz-blues, passa a fazer sons mais dançantes e simples atingindo um público maior, quebrando a separação dos públicos branco e negro. O exemplo mais concreto de reconhecimento deste gênero foi Caldonia em 1945. Um outro exemplo jump dele é a ‘’G.I Jive’’ de 1944.
O jump blues foi a primeira manifestação reconhecida do estilo musical rhythm & blues, sendo Louis Jordan conhecido como o pai do rhythm & blues. Caledonia é considerado como o nascimento do rock & roll. Por outro lado, com o impulso do jazz dos anos de 1930, o avanço do boogie woogie e pelo avanço tecnológico, os músicos influenciados fortemente pelo blues clássico passam a desenvolver o bar blues, onde eram tocados em guetos de Chicago, Detroit, que, era caracterizado pela presença da gaita. Pouco depois seria popularizado por Muddy Waters, Howlin' Wolf, Elmore James, entre outros.
O termo por sua vez foi criado por Jerry Wexler em 1948 para tentar quebrar o termo race music popularizado pela Race Records, lembrando que, mesmo sendo uma música com certa influência de ambas as raças, era predominada por músicos negros. O ‘’R&B’’ em sua abreviação se refere também a tudo que envolvia e envolve até hoje a  música negra, chamado de R&B Charts (paradas de R&B).
Nas paradas de R&B também incluíam blues genuínos, melódicos, jazz, swing, boogie woogie e gospel, gravados por músicos negros.
O Rock & Roll Hall of Fame identifica alguns dos criadores do rhythm and blues na big band de Joe Turner, nos Tympany Five de Louis Jordan, em James Brown e LaVern Baker. Essa fonte afirma que “Louis Jordan se juntou a Turner para lançar as bases do R&B nos anos 1940, gravando uma obra-prima swingada do rhythm & blues atrás da outra”.
Outros artistas que foram “marcos fundamentais do R&B e de sua transformação em rock & roll” incluem Etta James, Fats Domino, Roy Brown, Little Richard e Ruth Brown. Também se destacaram os grupos de doo wop, entre eles The Orioles, The Ravens e The Dominoes.
O termo "rock and roll" tinha uma forte conotação sexual no jump blues e no R&B, mas quando o DJ Alan Freed se referiu ao rock and roll nas rádios tradicionais em meados da década de 1950, "o componente sexual havia sido reduzido o suficiente para que se tornasse um termo aceitável para dançar".

## Tecnologia e eletricidade
Foi na época do swing que a guitarra elétrica passa a ser construída pela companhia Rickenbacker, vindo de guitarra havaiana, e depois construindo a guitarra elétrica. Os primeiros guitarristas a usarem a guitarra elétrica foram do swing e western swing. Consta que a primeira gravação de guitarra elétrica foi em 1935 por Jim Boyd  para o western swing. Passou a ser usada mais constantemente, e Les Paul (músico de country e jazz) cria no início dos anos de 1940 a guitarra de corpo sólido, a ‘’log guitar’’. Agora o rhythm & blues de Chicago com Muddy Waters e contemporâneos, de Memphis com B.B. King, começam a usar definitivamente a guitarra elétrica, além da fender telecaster.
Exemplo é o jump blues de 1945 de T-Bone Walker com uma guitarra forte e suja na T-Bone Boogie entre outros jumps com bastante guitarra em 1946 e 1947 dele, e em 1946 de Joe Turner com guitarra mais presente, a My Gal’s A Jockey, além da Salt Pork, West Virginia de 1946 de Louis Jordan com solo de guitarra presente, e por fim, o blues de chicago passa a desenvolver um blues mais pesado.
Segundo Fats Domino, o rhythm and blues não tem diferença do rock and roll, e Joe Turner  disse uma certa vez; Rock 'n' roll não é nada mais do que um nome diferente para o mesmo tipo de música que ando cantando por toda a minha vida. Com a explosão do rock and roll, o rhythm and blues se fortalece ritmicamente evoluindo em mais estilos como o soul, no exemplo de I Got Woman de Ray Charles, um dos maiores clássicos do rock ’n’ roll, com influencia mais explícita do spirituals, e também Little Richard que foi o ídolo de James Brown e Otis Redding.
Uma publicação da Smithsonian Institution oferecia este resumo das origens do gênero em 2016:
"Uma música claramente afro-americana que se alimenta dos profundos afluentes da cultura expressiva afro-americana, é uma amálgama de jump blues, big band swing, gospel, boogie e blues que se desenvolveu inicialmente ao longo de um período de trinta anos, abrangendo a era da segregação racial legalmente sancionada, os conflitos internacionais e a luta pelos direitos civis."

## Cantores e grupos
- Lista de músicos de rhythm and blues